# BMD-3
BMD-3 "Bakhcha" (Boyevaya Mashina Desanta, ruski "Боевая Машина Десанта", u prijevodu Borbeno desantno vozilo) je lako borbeno oklopno vozilo napravljeno u SSSR-u koje ima amfibijske sposobnosti i može se desantirati iz transpornog zrakoplova na zemlju pomoću padobrana sa svojih 3 člana posade i 4 dodatna vojnika u vozilu. 
BMD-3 je ušao u službu u zadnjoj godini postojanja SSSR-a. Oko 1.000 BMD-3 i BMD-4 su u službi ruskih oklopnih snaga.

## Karakteristike
BMD-3 je u početku i zamišljen kao lako oklopno vozilo koje se može transportirati zrakoplovom i ispustiti padobranom. Zbog toga, nema veliku težinu. Za razliku od od svojih prethodnika, BMD-1 i BMD-2, BMD-3 se može ispustit s posadom koja se nalazi unutar vozila, dok kod ova druga dva to nije bilo moguće. Tako je znatno pojednostavljeno ispuštanje padobranom, jer prije, vozilo se ispuštalo odvojeno od posade koja ga je onda morala tražiti. Uz posadu od tri člana, može prevesti i 4 potpuno opremljena vojnika. U slučaju potrebe, mogu se prevesti još tri vojnika, ali onda poklopci s gornje strane vozila moraju biti otvoreni. Vozač sijedi u prednjem dijelu vozila, dok se motor nalazi u straga. Lijevo i desno od vozača mogu se smijestiti dva pripadnika desanta. 

### Naoružanje
Glavno naoružanje čini 30 mm 2A42 stabilizirani top koji je ugrađen u dvočlanu kupolu. Top ima dvostruki sustav punjenja. Ima tri brzine paljbe: 200, 300 ili 550 granata u minuti. Maksimalna elovacija topa je +75o što omogućuje da gađa i ciljeve u zraku. Top može koristiti dvije vrste granata: probojnu kojoj je domet 2000 metara i eksplozivno-razarajuću čiji je domet 4000 metara. 
Na krov kupole postavljen je lanser protuoklopnih vođenih raketa. S njega se mogu ispaljivati više inačica raketa: Kornet-E, 9K111 Fagot (AT-4 Spigot), 9M113 Konkurs i Konkurs-M (AT-5 Spandrel). Raketa 9K111 Fagot ima domet do 2500 metara i probojnost 460 mm, te se zbog toga ne može nositi s oklopom suvremenih tenkova. Novija raketa, 9K113 Konkurs, ima domet 4 kilometra i može probiti 800 mm homogenog čeličnog oklopa, dok njena inaćica, Konkurs-M ima bojnu glavu prilagođeno uništavanju oklopnih vozila s ERA (eksplozivno-reaktivni oklop) oklopom. Kornet je najnovija ruska vođena protuoklopna raketa koja ima domet od 5,5 kilometara i probojnost od 990 do 1200 mm homogenog čeličnog oklopa. 
Na bokovima se nalaze dva mjesta za pripadnike desanta. Jedno mjesto je opremljeno 30 mm AG-17 automatskim bacačem granata brzine paljbe od 400 granata u minuti i dometa 1700 metara. Drugo mjesto je opremljeno 5,45 mm strojnicom. Oba oružja se mogu u slučaju uništavanja ili onesposobljenosti vozila izvaditi i koristiti izvan vozila. 

### Oklop
BMD-3 zbog svoje ograničene mase, koja je trebala biti što manja, nema toliko jak oklop. Napravljen je od zavarenih aluminijskih ploča. Ovakav oklop štiti posadu od djelovanja oružja manjeg kalibra i krhotina granata.

### Pokretljivost
Pošto je zamišljen kao lako oklopno vozilo koje će imati jako dobre transportne ali i terenske sposobnosti, BMD-3 je vrlo pokretljiv. U stražnji dio BMD-3 je ugrađen jak vodom hlađeni Dieselov motor 2V-06-02 koji razvija 450 KS. Maksimalna brzina mu je 70 km/h. Na kraju vozila su ugrađena i dva propelera što mu daje i dobra amfibijske sposobnosti. Maksimalna brzina plova mu je dobrih 10 km/h. Maksimalan domet sa svojih 450 litara goriva mu je oko 500 km.

## Verzije
- BMD-3 (Ob'yekt 950) - Osnovna verzija

- BMD-4 (Ob'yekt 960) - Verzija s izmijenjenom kupolom "Bakhcha-U" koja sadrži: 2A70 100 mm glavni top, 2A72 30 mm automatski top, 7,62 mm strojnicu i novi sustav upravljana paljbom (SUP) "Ramka". Oklop je isti kao i na BMP-3.

- RKhM-5 (Ob'yekt 958) - Protukemijsko izvidničko vozilo, opremljeno s istom opremom kao i BTR-80 verzija RKhM-4. Kupola je uklonjena, a RKhM-5 je naoružan samo s jednom strojnicom i njezinom kupolom.

- BTR-MD “Rakushka” (Ob'yekt 955) - Višenamijensko transportno vozilo s većim tijelom i bez kupole. Ova verzija se može koristiti za transport vojnika, goriva, municije i ozljeđenih. Poslužilo je kao osnova za razvoj nekih novih vozila kao npr. samovozni minobacač, ambulatno vozilo BMM-D, zapovjedno i oklopno vozilo za popravke. Neka od ovih vozila će vjerojatno imati produženo podvozije sa 7 osovinskih kotača, a vozila će pokretati 2S25 Dieselov motor s 510 KS.

- 2S25 "Sprut-SD (Ob'yekt 952) - Lovac tenkova, naoružan s 125 mm topom 2A75 koji je sličan topu 2A46 i može ispaljivati ATGM "Svir". Podvozije ima 7 umjesto 5 osovinskih kotača na svakoj strani i 510 KS snažan Dieselov motor. 2S25 ima težinu od 18 tona i 3 člana posade. Ušao je u službu ruske vojske 2007. godine.

## Vanjske poveznice
|  | Zajednički poslužitelj ima još gradiva o temi BMD-3 |

- Military factory
- FAS